# Söderby, Västerhaninge distrikt
För andra betydelser, se Söderby.
Söderby är en ort i Västerhaninge socken i Haninge kommun belägen vid kusten med både äldre och nyare bebyggelse och blandat permanent- och fritidsboende. Ost om Söderby brygga ligger Almåsa kursgård. Från 2015 avgränsar SCB här en tätort av SCB benämnd Gansta och Söderby. Från 2005 avgränsades en småort i nordvästra delen av bebyggelsen med namnet Söderby och småortskoden S0687. Från 2010 avgränsades ytterligare en småort i östra delen benämnd Söderby östra med småortskoden S0696.

## Historia
Från Söderby brygga vid den inre delen av Horsfjärden utgick förr reguljära färjeförbindelser till södra skärgården och då främst till Muskö innan Muskötunneln byggdes 1964. Under 1600- och 1700-talen fanns en krog med skjutshåll vid Söderby och bland kända resenärer finns Carl Michael Bellman som besökte Ludvigsbergs herrgård på Muskö. I en spontan vers från en av dessa muntra visiter finns strofen ”mitt på Horsfjärden bör man taga sig en sup”. Området är rikt på fornlämningar.

### Befolkningsutveckling
| Befolkningsutvecklingen i Gansta och Söderby 2015–2020 | Befolkningsutvecklingen i Gansta och Söderby 2015–2020 | Befolkningsutvecklingen i Gansta och Söderby 2015–2020 | Befolkningsutvecklingen i Gansta och Söderby 2015–2020 | Befolkningsutvecklingen i Gansta och Söderby 2015–2020 |
| ------------------------------------------------------ | ------------------------------------------------------ | ------------------------------------------------------ | ------------------------------------------------------ | ------------------------------------------------------ |
|                                                        |                                                        |                                                        |                                                        |                                                        |
| År                                                     |                                                        |                                                        | Folkmängd                                              | Areal (ha)                                             |
| 2015                                                   | 2015                                                   |                                                        | 337                                                    | 176                                                    |
| 2020                                                   | 2020                                                   |                                                        | 433                                                    | 199                                                    |
| Anm.: Ny tätort 2015                                   |                                                        |                                                        |                                                        |                                                        |